# Maturus
Maturus war ein antiker römischer Toreut (Metallbildner), der im letzten Viertel des 1. Jahrhunderts in Gallien tätig war.
Maturus ist heute nur noch aufgrund von sechs Signaturstempeln auf Kasserollen aus Bronzen bekannt. Die Signatur lautet lateinisch MATVRVS F, Maturus fecit, Maturus hat es gemacht. Die Hälfte der Stücke wurde in Britannien gefunden, sicher eine, wohl zwei, im heutigen Frankreich sowie eine in Dänemark. Bei den Stücken handelt es sich um:
1. Bronzekasserolle, heute in der Sammlung Bernard in Paris.[1]
2. Bronzekasserolle, gefunden in der Umgebung von Saint-Chef im Département Isère, Frankreich; heute im Museum Lugdunum in Lyon.[2]
3. Bronzekasserolle, gefunden in Cave's Inn, England; heute im Warwickshire County Museum.[3]
4. Bronzekasserolle, gefunden in Isca Silurum (Caerleon), England; heute im National Roman Legion Museum in Caerleon.[4]
5. Bronzekasserolle, gefunden auf Jütland, Dänemark; heute im Dänischen Nationalmuseum in Kopenhagen.[5]
6. Bronzekasserolle, gefunden in Caersws, Powys, Wales.[6]

## Einzelbelege
1. ↑  Inventarnummer ?; Richard Petrovszky: Studien zu römischen Bronzegefäßen mit Meisterstempeln. Leidorf, Buch am Erlbach 1993, S. 271, Nr. M.05.01.
2. ↑  Inventarnummer ?; Richard Petrovszky: Studien zu römischen Bronzegefäßen mit Meisterstempeln. Leidorf, Buch am Erlbach 1993, S. 271, Nr. M.05.02; CIL 12, 5698,07; CIL 13, 10027,28.
3. ↑  Inventarnummer ?; Richard Petrovszky: Studien zu römischen Bronzegefäßen mit Meisterstempeln. Leidorf, Buch am Erlbach 1993, S. 271, Nr. M.05.03.
4. ↑  Inventarnummer ?; Richard Petrovszky: Studien zu römischen Bronzegefäßen mit Meisterstempeln. Leidorf, Buch am Erlbach 1993, S. 271, Nr. M.05.04.
5. ↑  Inventarnummer IC.6398; Richard Petrovszky: Studien zu römischen Bronzegefäßen mit Meisterstempeln. Leidorf, Buch am Erlbach 1993, S. 272, Nr. M.05.05; CIL 13, 768,53.
6. ↑  Richard Petrovszky: Studien zu römischen Bronzegefäßen mit Meisterstempeln. Leidorf, Buch am Erlbach 1993, S. 272, Nr. M.05.06.

| Personendaten    | Personendaten                              |
| ---------------- | ------------------------------------------ |
| NAME             | Maturus                                    |
| KURZBESCHREIBUNG | antiker römischer Toreut                   |
| GEBURTSDATUM     | 1. Jahrhundert v. Chr. oder 1. Jahrhundert |
| STERBEDATUM      | 1. Jahrhundert oder 2. Jahrhundert         |